# Cheimacheramus rossi
Cheimacheramus rossi là một loài Trichoptera trong họ Sericostomatidae. Chúng phân bố ở vùng nhiệt đới châu Phi.